# André Prando
André Prando (nasc. 8 de julho de 1990, Vitória, Espírito Santo) é um cantautor brasileiro. Seu disco Voador foi lançado pela Sony Music, em 2018. Tocou no Rock in Rio no palco Supernova no ano de 2019.
No álbum Estranho Sutil, lançado em 2015, gravou uma música inédita de Sérgio Sampaio, chamada Última Esperança. André foi um dos produtores da 14ª edição do Festival Sérgio Sampaio, em 2020. Antes de iniciar sua carreira solo, foi vocalista da banda Mendigos Cientistas.
Desde o início da pandemia do Novo Coronavírus, tem se destacado pela realização de lives em seu canal no Youtube, realizadas semanalmente aos domingos. O cantor intercala dois finais de semana seguidos com repertórios de artistas e temáticas diversas e, então, um com repertório inteiramente autoral.

## Discografia
- Vão (EP, 2014)[8]
- Estranho Sutil (2015)[9]
- Voador (2018)[10]
- Calmas Canções do Apocalipse (EP, 2020)[11]

## Videoclipes
- Sol do meu Violão (2014)[8]
- Última Esperança (2015)[12]
- Devaneio (2016)[13]
- Ode a nudez (2018)[14]
- Fantasmas Talvez (2019)[15]
- Gatinho na Internet (2020)[16]
- Catalepsia projetiva (2021)[17]